# Habracanthus tachirensis
Habracanthus tachirensis là một loài thực vật có hoa trong họ Ô rô. Loài này được Wassh. mô tả khoa học đầu tiên năm 1987.